# Маргарет Осборн Дюпон
Маргарет Осборн Дюпон (англ. Margaret Osborne duPont, при народженні Маргарет Евелін Осборн) — американська тенісистка, володарка 37-ми титулів Великого шолома в різних тенісних дисциплінах попри те, що вона ніколи не грала в чемпіонаті Австралії. 25 титулів чемпіонки США досі залишаються недосяжними.
У парних змаганнях Дюпон грала здебільшого з Луїз Браф. Разом вони виграли 20 мейджорів, стільки ж скільки виграла пара Мартіна Навратілова та Пем Шрайвер. 
Дюпон було введено до Міжнародної зали тенісної слави в 1967 році.

## Фінали турнірів Великого шолома

### Одиночний розряд: 10 (6 титулів)
| Результат | Рік  | Турнір                | Поверхня | Супротивниця         | Рахунок         |
| --------- | ---- | --------------------- | -------- | -------------------- | --------------- |
| Поразка   | 1944 | Чемпіонат США         | Трава    | Полін Бетц           | 6–3, 8–6        |
| Перемога  | 1946 | Чемпіонат Франції     | Ґрунт    | Полін Бетц           | 1–6, 8–6, 7–5   |
| Перемога  | 1947 | Вімблдон              | Трава    | Доріс Гарт           | 6–2, 6–4        |
| Поразка   | 1947 | Чемпіонат США         | Трава    | Луїз Браф            | 6–8, 6–4, 1–6   |
| Перемога  | 1948 | Чемпіонат США         | Трава    | Луїз Браф            | 4–6, 6–4, 15–13 |
| Перемога  | 1949 | Чемпіонат Франції (2) | Ґрунт    | Неллі Адамсон-Ландрі | 7–5, 6–2        |
| Поразка   | 1949 | Вімблдон              | Трава    | Луїз Браф            | 8–10, 6–1, 8–10 |
| Перемога  | 1949 | Чемпіонат США (2)     | Трава    | Доріс Гарт           | 6–3, 6–1        |
| Поразка   | 1950 | Вімблдон              | Трава    | Луїз Браф            | 1–6, 6–3, 1–6   |
| Перемога  | 1950 | Чемпіонат США (3)     | Трава    | Доріс Гарт           | 6–4, 6–3        |

### Пари: 27 (21 титул)
| Результат | Рік  | Турнір                | Поверхня | Партнерка       | Супротивниці                          | Рахунок        |
| --------- | ---- | --------------------- | -------- | --------------- | ------------------------------------- | -------------- |
| Перемога  | 1941 | Чемпіонат США         | Трава    | Сара Палфрі     | Дороті Банді Полін Бетц               | 3–6, 6–1, 6–4  |
| Перемога  | 1942 | Чемпіонат США (2)     | Трава    | Луїз Браф       | Полін Бетц Доріс Гарт                 | 2–6, 7–5, 6–0  |
| Перемога  | 1943 | Чемпіонат США (3)     | Трава    | Луїз Браф       | Полін Бетц Доріс Гарт                 | 6–4, 6–3       |
| Перемога  | 1944 | Чемпіонат США (4)     | Трава    | Луїз Браф       | Полін Бетц Доріс Гарт                 | 4–6, 6–4, 6–3  |
| Перемога  | 1945 | Чемпіонат США (5)     | Трава    | Луїз Браф       | Полін Бетц Доріс Гарт                 | 6–3, 6–3       |
| Перемога  | 1946 | Вімблдон              | Трава    | Луїз Браф       | Полін Бетц Доріс Гарт                 | 6–3, 2–6, 6–3  |
| Перемога  | 1946 | Чемпіонат Франції     | Ґрунт    | Луїз Браф       | Полін Бетц Доріс Гарт                 | 6–4, 0–6, 6–1  |
| Перемога  | 1946 | Чемпіонат США (6)     | Трава    | Луїз Браф       | Пет Кеннінг Тодд Мері Арнолд Прентісс | 6–1, 6–3       |
| Поразка   | 1947 | Вімблдон              | Трава    | Луїз Браф       | Доріс Гарт Пет Кеннінг Тодд           | 3–6, 6–4, 7–5  |
| Перемога  | 1947 | Чемпіонат Франції (2) | Ґрунт    | Луїз Браф       | Полін Бетц Пет Кеннінг Тодд           | 7–5, 6–2       |
| Перемога  | 1947 | Чемпіонат США (7)     | Трава    | Луїз Браф       | Пет Кеннінг Тодд Доріс Гарт           | 5–7, 6–3, 7–5  |
| Перемога  | 1948 | Вімблдон (2)          | Трава    | Луїз Браф       | Доріс Гарт Пет Кеннінг Тодд           | 6–3, 3–6, 6–3  |
| Перемога  | 1948 | Чемпіонат США (8)     | Трава    | Луїз Браф       | Пет Кеннінг Тодд Доріс Гарт           | 6–4, 8–10, 6–1 |
| Перемога  | 1949 | Чемпіонат Франції (3) | Ґрунт    | Луїз Браф       | Джой Ганнон Бетті Гілтон              | 7–5, 6–1       |
| Перемога  | 1949 | Вімблдон (3)          | Трава    | Луїз Браф       | Гассі Моран Пет Кеннінг Тодд          | 8–6, 7–5       |
| Перемога  | 1949 | Чемпіонат США (9)     | Трава    | Луїз Браф       | Доріс Гарт Шерлі Фрай                 | 6–4, 10–8      |
| Поразка   | 1950 | Чемпіонат Франції     | Ґрунт    | Луїз Браф       | Доріс Гарт Шерлі Фрай                 | 1–6, 7–5, 6–2  |
| Перемога  | 1950 | Вімблдон (4)          | Трава    | Луїз Браф       | Шерлі Фрай Доріс Гарт                 | 6–4, 5–7, 6–1  |
| Перемога  | 1950 | Чемпіонат США (10)    | Трава    | Луїз Браф       | Доріс Гарт Шерлі Фрай                 | 6–2, 6–3       |
| Поразка   | 1951 | Вімблдон              | Трава    | Луїз Браф       | Шерлі Фрай Доріс Гарт                 | 6–3, 13–11     |
| Поразка   | 1953 | Чемпіонат США         | Трава    | Луїз Браф       | Доріс Гарт Шерлі Фрай                 | 6–2, 7–9, 9–7  |
| Перемога  | 1954 | Вімблдон (5)          | Трава    | Луїз Браф       | Шерлі Фрай Доріс Гарт                 | 4–6, 9–7, 6–3  |
| Поразка   | 1954 | Чемпіонат США         | Трава    | Луїз Браф       | Доріс Гарт Шерлі Фрай                 | 6–4, 6–4       |
| Перемога  | 1955 | Чемпіонат США (11)    | Трава    | Луїз Браф       | Доріс Гарт Шерлі Фрай                 | 6–3, 1–6, 6–3  |
| Перемога  | 1956 | Чемпіонат США (12)    | Трава    | Луїз Браф       | Бетті Розенквест Претт Шерлі Фрай     | 6–3, 6–0       |
| Перемога  | 1957 | Чемпіонат США (13)    | Трава    | Луїз Браф       | Алтея Гібсон Дарлін Гард              | 6–2, 7–5       |
| Поразка   | 1958 | Вімблдон (5)          | Трава    | Маргарет Варнер | Марія Буено Алтея Гібсон              | 3–6, 5–7       |

### Мікст: 14 (10 титулів)
| Результат | Рік  | Турнір             | Поверхня | Партнер        | Супротивники                    | Рахунок         |
| --------- | ---- | ------------------ | -------- | -------------- | ------------------------------- | --------------- |
| Перемога  | 1943 | U.S. Championships | Трава    | Білл Талберт   | Полін Бетц Панчо Сегура         | 10–6, 6–4       |
| Перемога  | 1944 | U.S. Championships | Трава    | Білл Талберт   | Дороті Банді Дон Макнейлл       | 6–2, 6–3        |
| Перемога  | 1945 | U.S. Championships | Трава    | Білл Талберт   | Доріс Гарт Боб Фалкенберг       | 6–4, 6–4        |
| Перемога  | 1946 | U.S. Championships | Трава    | Білл Талберт   | Луїз Браф Роберт Кімбрелл       | 6–3, 6–4        |
| Поразка   | 1948 | U.S. Championships | Трава    | Білл Талберт   | Луїз Браф Том Браун             | 4–6, 4–6        |
| Поразка   | 1949 | U.S. Championships | Трава    | Білл Талберт   | Луїз Браф Ерік Стерджесс        | 6–4, 3–6, 5–7   |
| Перемога  | 1950 | U.S. Championships | Трава    | Кен Мак-Грегор | Доріс Гарт Френк Седжмен        | 6–4, 3–6, 6–3   |
| Поразка   | 1954 | Wimbledon          | Трава    | Кен Роузволл   | Доріс Гарт Вік Сейшус           | 7–5, 4–6, 3–6   |
| Поразка   | 1954 | U.S. Championships | Трава    | Кен Розволл    | Доріс Гарт Вік Сейшус           | 6–4, 1–6, 1–6   |
| Перемога  | 1956 | U.S. Championships | Трава    | Кен Розволл    | Дарлін Гард Лью Гоуд            | 9–7, 6–1        |
| Перемога  | 1958 | U.S. Championships | Трава    | Ніл Фрейзер    | Марія Буено Алекс Ольмедо       | 6–3, 3–6, 9–7   |
| Перемога  | 1959 | U.S. Championships | Трава    | Ніл Фрейзер    | Дженет Гоппс Боб Марк           | 7–5, 13–15, 6–2 |
| Перемога  | 1960 | U.S. Championships | Трава    | Ніл Фрейзер    | Марія Буено Антоніо Палафокс    | 6–3, 6–2        |
| Перемога  | 1962 | Wimbledon          | Трава    | Ніл Фрейзер    | Енн Гейдон-Джонс Денніс Релстон | 2–6, 6–3, 13–11 |